# Glassnote Records
Glassnote Records también conocida como Glassnote Entertainment Group LLC es un sello discográfico fundado por Daniel Glass en 2007, enfocado en la música independiente, en especial en el rock. Toda su música es a su vez distribuida por Universal Music Group.

## Artistas
| - AURORA - Chris Baio - Childish Gambino - Chvrches - Robert DeLong - Daughter - Flight Facilities | - Flo Morrissey - Foy Vance - Givers - Half Moon Run - Holychild - Little Green Cars - Madisen Ward and the Mama Bear | - Jeremy Messersmith - James Hersey - Jade Bird - Tor Miller - Mumford & Sons - Justin Nozuka - Oberhofer | - Panama Wedding - Silvana Estrada - Phoenix - Son Lux - The Strumbellas - The Temper Trap - Two Door Cinema Club |

## Artistas anteriores
- Blowing Trees
- Everlea
- I Hate Kate
- Jonas Sees in Color
- Royal Bangs
- Kele Okereke
- Secondhand Serenade